# 主理想環
在數學中，主理想環是使得每個理想均可由單個元素生成的環。
如果一個主理想環同時也是整環，則稱之主理想整環（常簡寫為 PID）。

## 例子
- 整數環 {\displaystyle \mathbb {Z} } 是主理想域，更一般地說，歐幾里德環恆為主理想環。
- 域上的（单变元）多項式環是主理想環。
- 高斯整數環 {\displaystyle \mathbb {Z} [{\sqrt {-1}}]} 是主理想環。
- 艾森斯坦整數環 {\displaystyle \mathbb {Z} [\omega ]} 是主理想環，其中 ω 為任一非 {\displaystyle 1} 的三次單位根。
- 環 {\displaystyle \mathbb {Z} [{\sqrt {5}}]} 非主理想環：可以證明理想 {\displaystyle (2,{\sqrt {5}})} 無法由單個元素生成。